# Папус-Пик
Папус-Пик (англ. Papoose Peak Jumps) — комплекс лыжных трамплинов в горнолыжном курорте Скво-Велли, американского штата Калифорния, построенный для зимних Олимпийских игр 1960 года.

## История
Поскольку Скво-Вэлли был не сильно развит когда он получил право на проведение Олимпиады, оргкомитет игр был не ограничен в плане сооружения трамплинов. Для этого был нанят специалист из западногерманского Оберстдорфа Хейни Клопфер чтобы спроектировать лыжные трамплины. Проектные работы были завершены в начале 1957 года. Для их размещения он вбрал место на холме Пик Маленький Папуас (Little Papoose Peak), напротив Блит Арена, описав выбранное местоположение как «тип холма, который всегда ищешь, но редко находишь». Строительный контракт был присужден компании Diversified Builders, которая выполнила строительство в течение лета и осени 1958 года.
Папус-Пик стал первым трамплинным комплексом состоящим из трёх трамплинов. В 1959 и 1960 годах были исправлены незначительные детали.
Комплекс состоял из трёх траплинов с общей горой (местом) приземления, каждый из которых имел свою K-точку: 80, 60 и 40 метров, соответственно. Он был расположен в центральной части Олимпийского курорта, рядом с конькобежным катком, Блит Ареной и Олимпийской деревней.
Место расположения было идеальным. Во время соревнований солнце светило в спину прыгунам, а высокие деревья, растущие на склонах с обеих сторон трамплинов, обеспечивали хорошую защиту от ветра. Добраться до стартовой площадки и судейской башни можно было двумя способами — с помощью лестницы вдоль правой стороны посадочного части или с помощью кресельной канатной дороги ведущей на вершину горы чуть выше стартовой позиции и немного спустится по склону вниз.
Технические характеристики трамплинов были следующие:
К-80
- высота — 139,79 м
- длина горы разбега — 367.55 м
- угол наклона при разбеге — от 39 °  до 33 °
- угол наклона при отрыве — 8 °
- угол горы приземления — 39 °

К-60
- высота — 110,71 м
- длина горы разбега — 320,09 м
- угол наклона при разбеге — от 33 °  до 30 °
- угол наклона при отрыве — 8 °
- угол горы приземления — 39 °

Трамплин К-40 использовался как тренировочный.
Перед Национальным чемпионатом США в 1976 года подвергся реконструкции. Однако после этого трамплин снова не использовался, вместо этого он был преобразован трассу для соревнований в скоростной спуске на лыжах и по сноуборду. Позднее трамплины были снесены, а на их месте была установлена кресельная канатная дорога Far East Express.

## Соревнования
Первыми соревнованиями стал тестовый предолимпийский турнир в феврале 1959 года. Во время Зимних Олимпийских игр 1960 года использовались два трамплина. 80-метровый трамплин использовался для соревнований прыгунов с трамплина прошедших 28 февраля, победителем с рекордом трамплина в 93,5 метра стал немец Хельмут Рекнагель. 60-метровый использовался двоеборцами во время соревнований 22 февраля. В прыжковой части соревнований лучший результат показал немец Георг Тома. Лыжегоночная часть проходила на стадионе McKinney Creek Stadium. По итогам двух видов чемпионом среди двоеборцев стал Георг Тома. В 1976 году национальный чемпионат США по прыжкам с трамплина проходивший на большом трамплине выиграл Джим Денни.